# 西村等
西村 等（にしむら ひとし）は、日本の実業家。富士山静岡空港代表取締役社長。

## 人物・経歴
京都府京都市出身。1990年横浜国立大学経済学部卒業、三菱地所入社。青山や名古屋支店、大手町のビル営業や、管理部門を歩み、三菱地所ビルマネジメント執行役員等を経て、2014年三菱地所プロパティマネジメント執行役員大手町営業管理。2016年三菱地所プロパティマネジメント常務執行役員大手町営業管理。2018年三菱地所空港事業部担当部長に就任。同年から富士山静岡空港代表取締役社長を務め、2019年からは静岡空港滑走路の運営を引き継ぎ、一体経営を進めた。